# Nephtys magellanica
Nephtys magellanica är en ringmaskart som beskrevs av Augener 1912. Nephtys magellanica ingår i släktet Nephtys och familjen Nephtyidae. Inga underarter finns listade i Catalogue of Life.